# Platyroptilon wui
Platyroptilon wui är en tvåvingeart som beskrevs av Cao, Xu och Neal L. Evenhuis 2007. Platyroptilon wui ingår i släktet Platyroptilon och familjen platthornsmyggor. Inga underarter finns listade i Catalogue of Life.